# Сяои
Сяои́ (кит. упр. 孝义, пиньинь Xiàoyì) — городской уезд городского округа Люйлян провинции Шаньси (КНР).

## История
При империи Западная Хань эти места вошли в состав уезда Цзыши (兹氏县). При империи Западная Цзинь в 307 году он был присоединён к уезду Сисянь.
При империи Северная Вэй в 493 году был создан уезд Юнъань (永安县). При империи Тан в 620 году из него был выделен уезд Гаотан (高唐县). В 627 году уезд Гаотан был расформирован, а уезд Юнъань был переименован в Сяои.
После основания империи Сун в 976 году, из-за практики табу на имена, чтобы избежать использования входящего в имя императора Чжао Куанъи иероглифа 义, уезд был переименован в Чжунъян (中阳县), но в 977 году император сменил имя, и уезду было возвращено прежнее название. В 1072 году уезд Сяои был присоединён к уезду Цзесю, но в 1086 году восстановлен.
В 1949 году был создан Специальный район Фэньян (汾阳专区), и уезд вошёл в его состав. В 1951 году Специальный район Фэньян был расформирован, и уезд вошёл в состав Специального района Юйцы (榆次专区). В 1958 году уезд Сяои был присоединён к уезду Цзесю, но 1961 году воссоздан, оказавшись в составе Специального района Цзиньчжун (晋中专区). В 1967 году Специальный район Цзиньчжун был переименован в Округ Цзиньчжун (晋中地区).
В 1971 году был образован Округ Люйлян (吕梁地区), и уезд Сяои перешёл в его состав. В 1992 году уезд Сяои был преобразован в городской уезд.
Постановлением Госсовета КНР от 23 октября 2003 года с 2004 года округ Люйлян был расформирован, а вместо него образован городской округ Люйлян.

## Административное деление
Городской уезд делится на 4 уличных комитета, 7 посёлков и 5 волостей.